# Jean Daninos
Jean Daninos (Parijs, 2 december 1906 – Cannes, 13 oktober 2001) was een Frans autoconstructeur die bekend is geworden door zijn eigen merk Facel Vega.
Daninos werd geboren te Parijs uit een van oorsprong Griekse familie. Hij was de drie jaar oudere broer van de Franse schrijver Pierre Daninos. Op school tekende hij altijd auto's. Later volgde hij een ingenieursopleiding. Na zijn militaire dienstplicht te hebben vervuld begon hij in 1928 zijn carrière als stagiair bij Citroën. Daninos was onder meer betrokken bij de ontwikkeling van de Citroën Traction Avant en werd een expert op het gebied van elektrisch lassen van plaatmetaal. Na de overname van Citroën door Michelin trad Daninos in dienst bij de vliegtuigbouwer Morane-Saulnier. In 1936 begon hij een ontwerpbureau en in 1938 had hij in Somerset (Verenigd Koninkrijk) een eigen fabriek voor vliegtuigonderdelen. In 1939 stichtte hij te Dreux de metaalperserij Facel (Forges et Ateliers des Constructions d'Eure-et-Loir). Kort daarna opende hij te Amboise een tweede fabriek.
Tijdens de Tweede Wereldoorlog week Daninos uit naar het Verenigd Koninkrijk en van daar naar de Verenigde Staten waar hij civiele producten ontwikkelde. Na de oorlog keerde hij terug naar Frankrijk en begon zijn imperium verder uit te bouwen. Zijn vier fabrieken maakten toen allerlei zaken, van gootstenen tot behuizingen voor gasturbines. Facel maakte ook koetswerkonderdelen voor autobouwers als Delahaye, Ford Frankrijk, Panhard en Simca. Voor sommige van die klanten begon Facel ook volledige koetswerken te bouwen en zelfs eindassemblage te doen. Ook bouwde Daninos twee op een Bentley gebaseerde auto's voor eigen gebruik.
In 1953 kreeg Daninos het idee om zelf een nieuwe luxewagen te gaan bouwen. Aan de naam Facel voegde hij op advies van zijn broer het begrip Vega toe. Facel Vega legde zich toe op de bouw van luxe toerwagens in de traditie van Bugatti en Delage. In zijn opzet om een geheel Franse auto te bouwen slaagde de chauvinistische Daninos aanvankelijk niet; zijn eerste model had een motor van het Amerikaanse Chrysler. De in 1959 op de markt verschijnende Facellia had wel een Franse motor, die in Daninos' eigen fabriek werd geassembleerd. De motoren bleken echter onbetrouwbaar, en in 1964 ging Facel Vega failliet. Daninos had in 1961 zijn functie als president-directeur al moeten neerleggen.
Tot kort voor zijn dood streed Daninos tevergeefs voor de wederopstanding van zijn merk. Hij overleed in 2001 op 94-jarige leeftijd aan kanker en liet een 35-jarige echtgenote achter. De begrafenis vond in beslotenheid plaats te Jouy-en-Josas (Yvelines).